# セバスチャン・イザンバール
セバスチャン・イザンバール（Sébastien Izambard、1973年3月7日 - ）はフランスの歌手。クラシカル・クロスオーバーのヴォーカル･グループIL DIVOのメンバーでテノール(vox populi)･パート担当。身長183cm。

## 作品

### アルバム
1. Libre (2000年)
2. We Came Here to Love（2018年）
3. FROM SEB WITH LOVE（2022年）

## 外部リンク

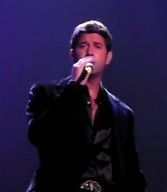
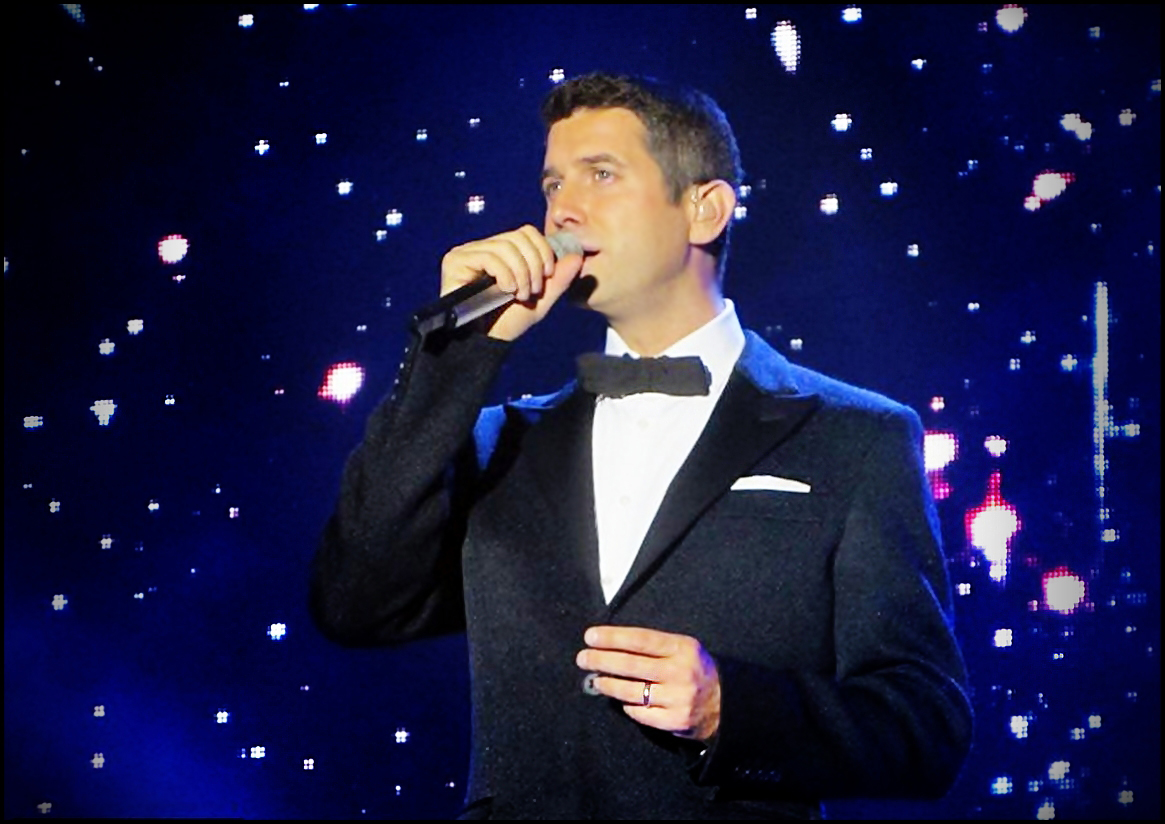
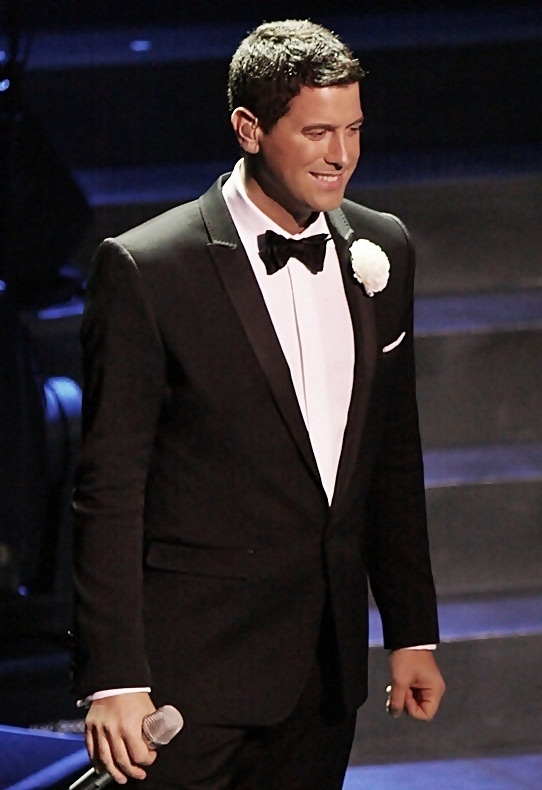
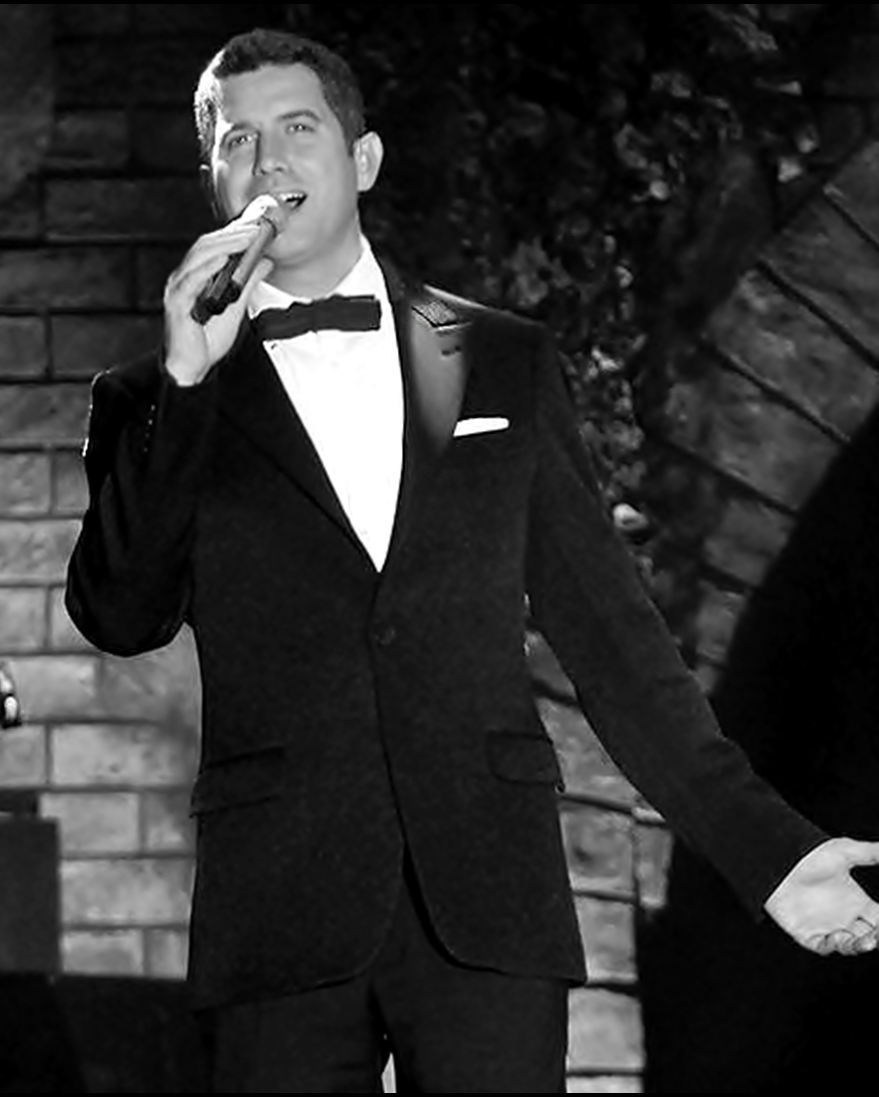
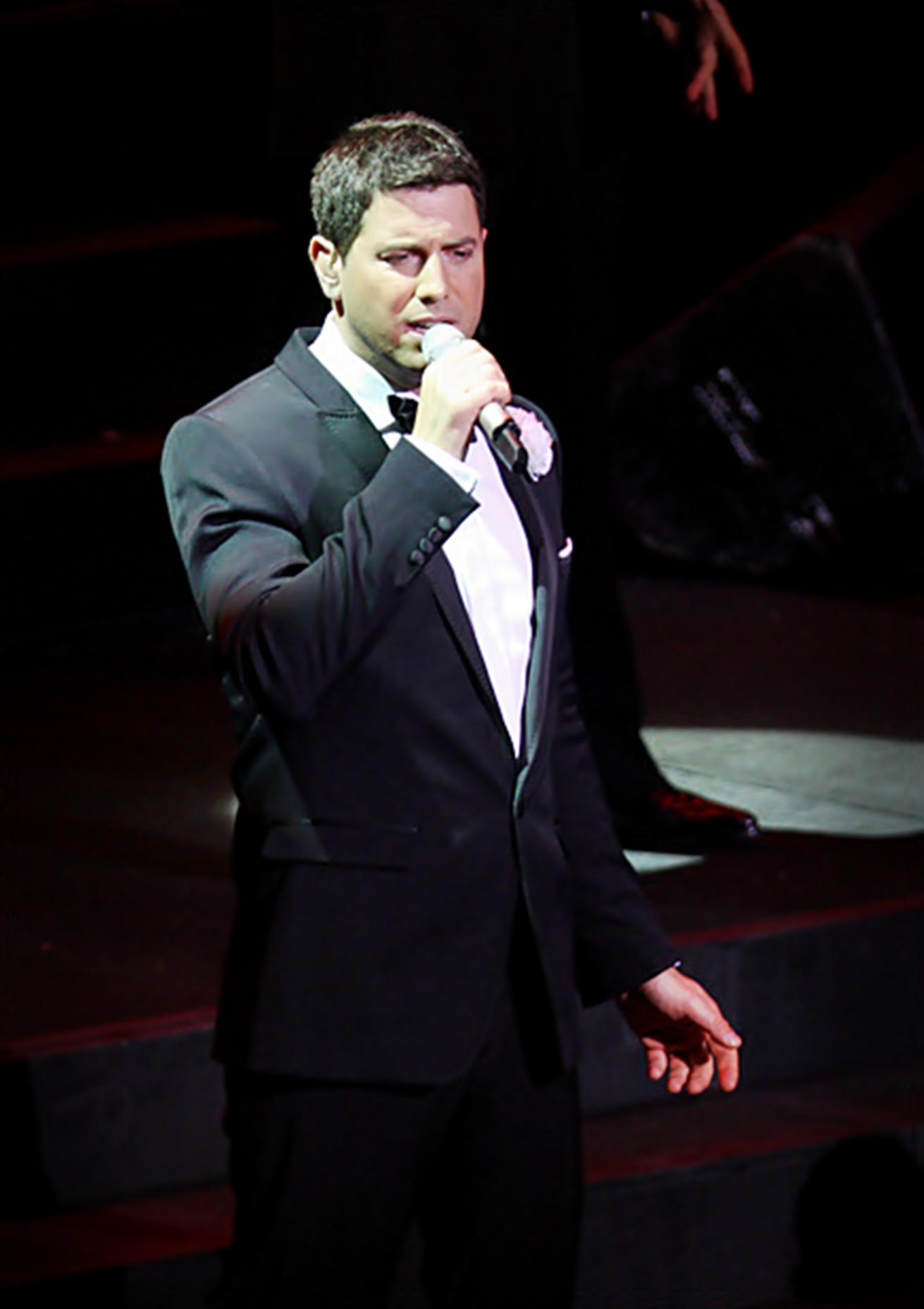
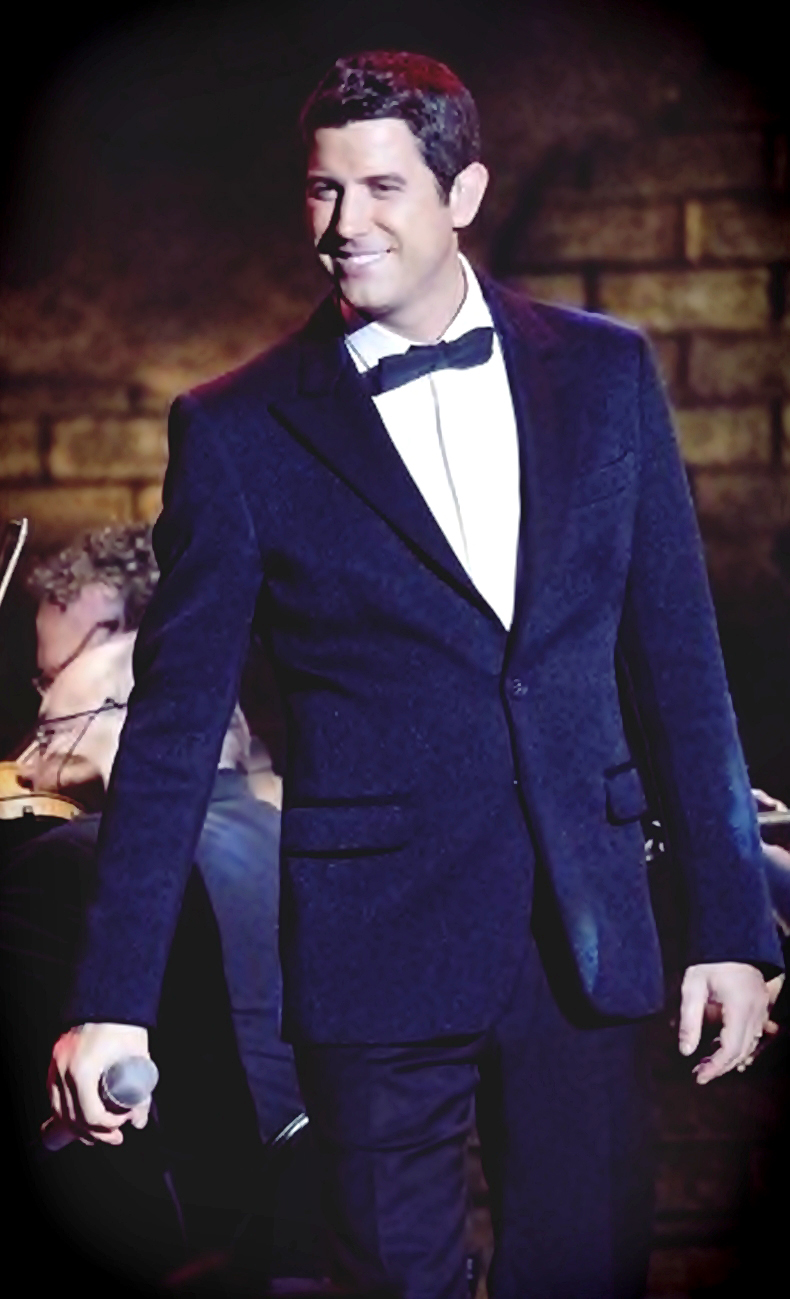

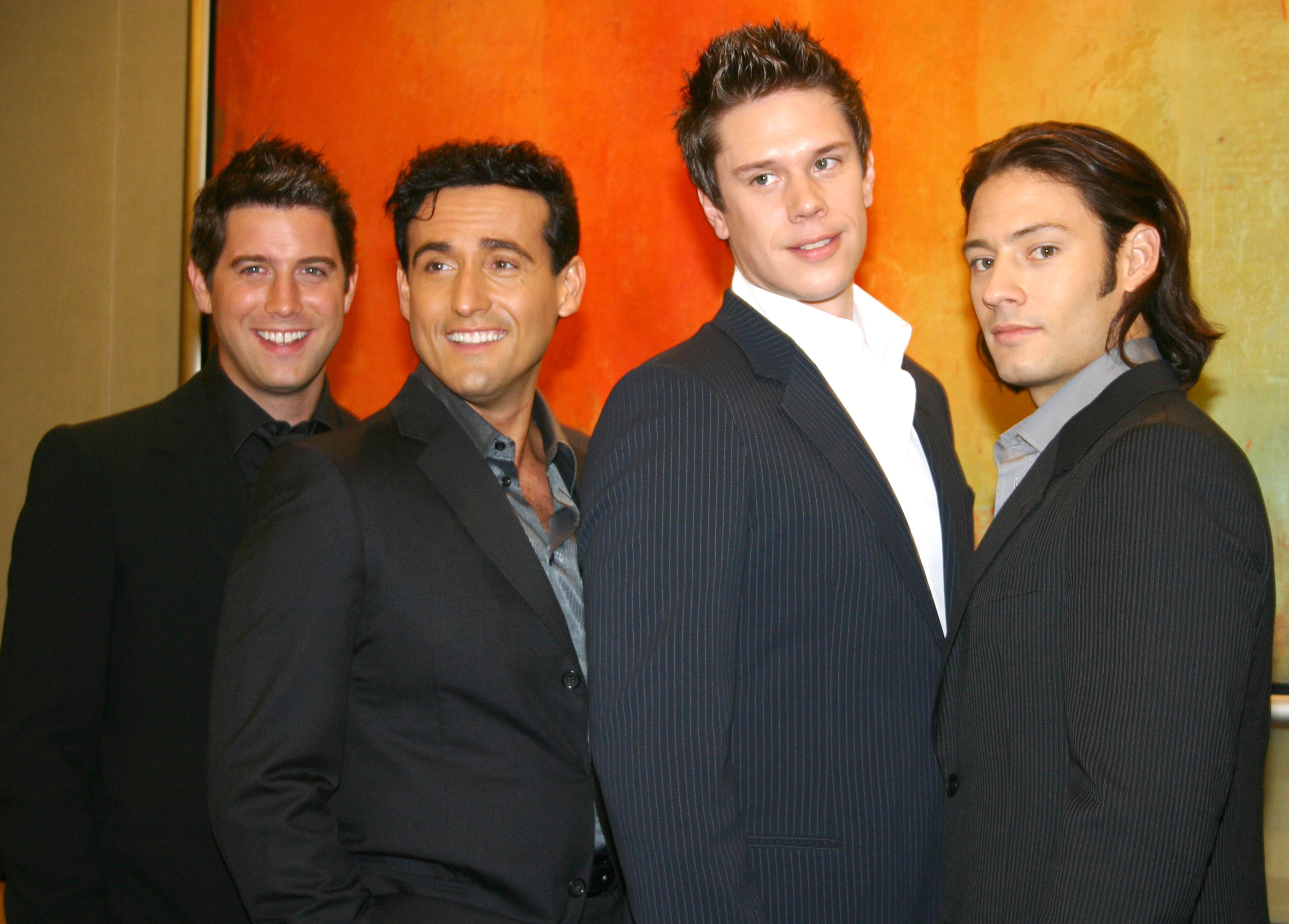
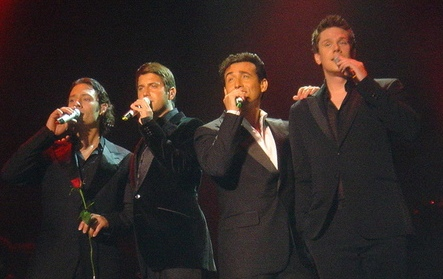
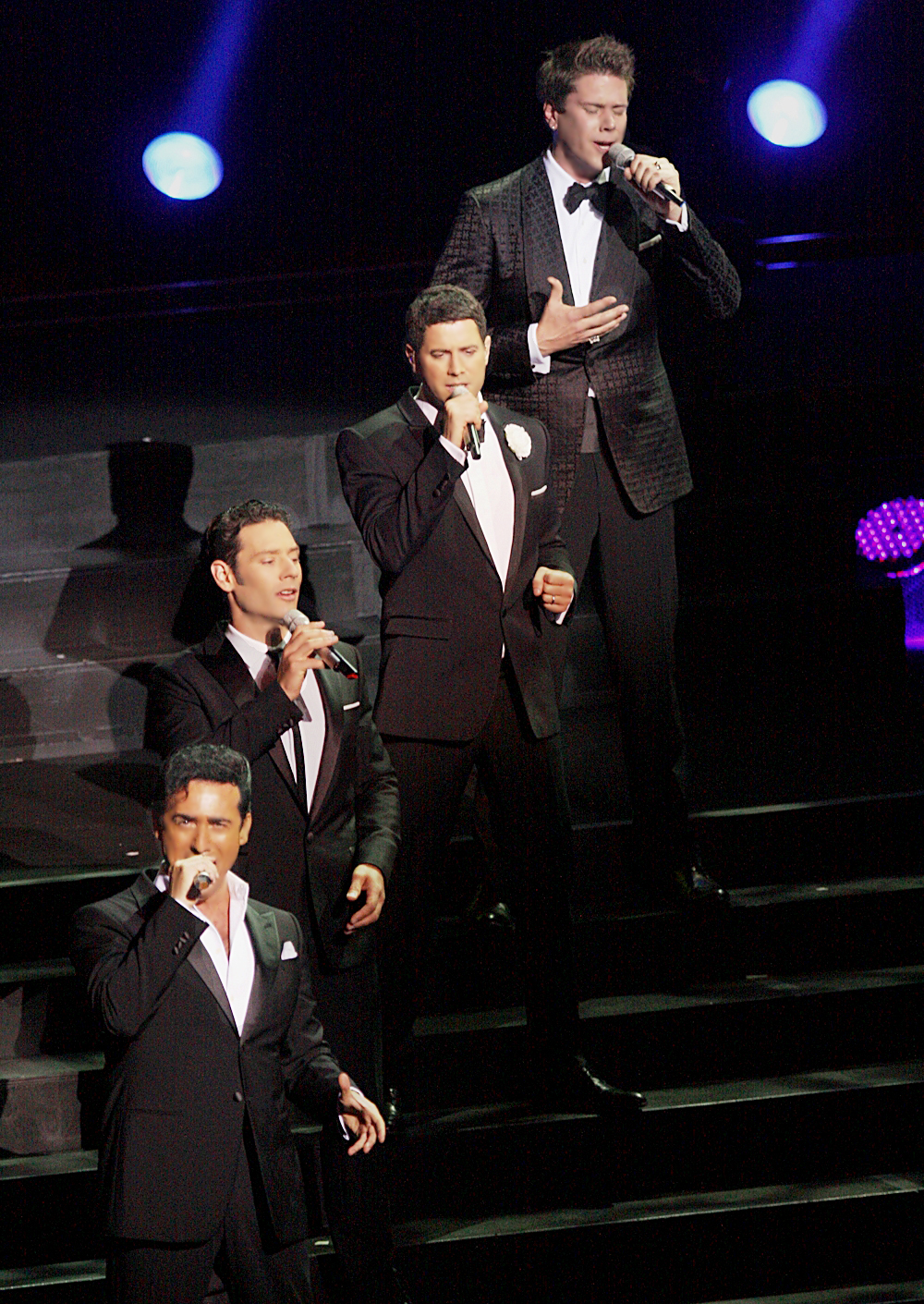
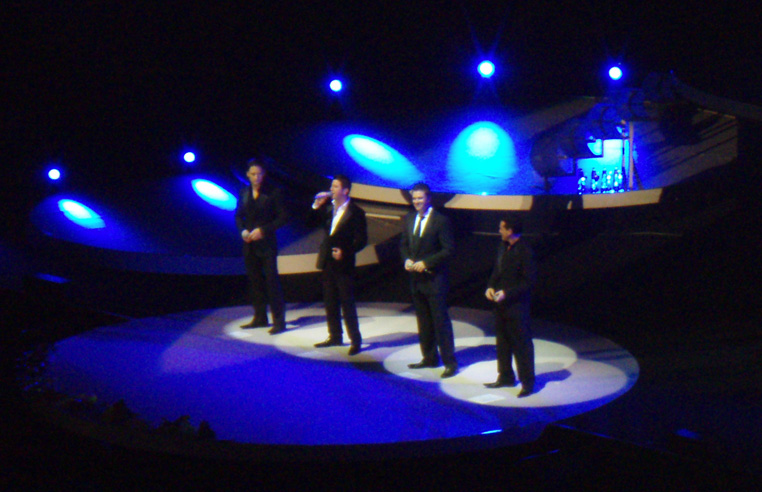
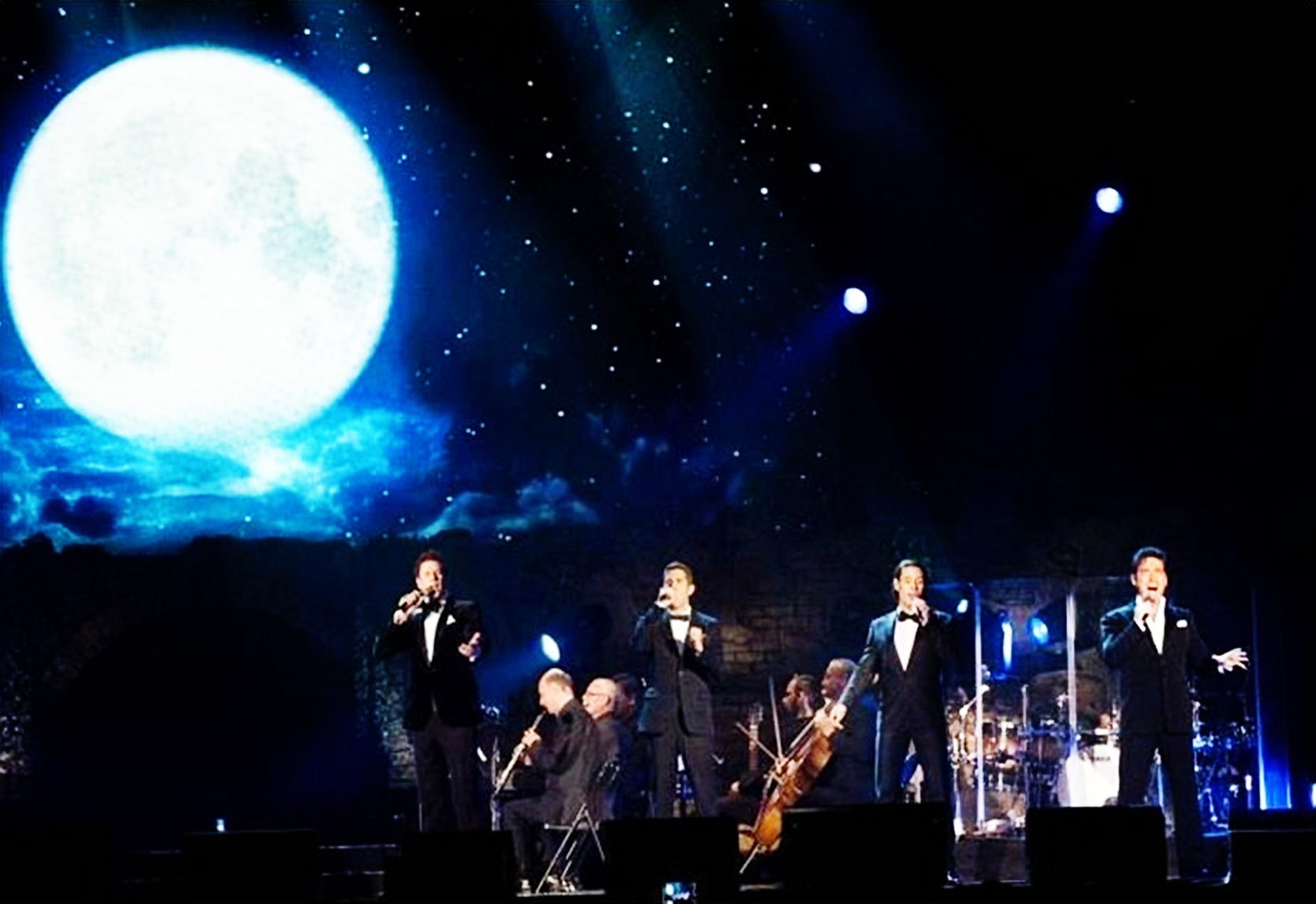

### シングル
1. Libre (2000年)
2. J't'en Veux (2000年)